# 8. Jäger-Division
Die 8. Infanterie-Division, später umbenannt in 8. leichte Infanterie-Division und 8. Jäger-Division war ein Großverband des Heeres der Wehrmacht.

## Divisionsgeschichte

### Aufstellung
Die 8. Infanterie-Division wurde am 1. Oktober 1934 unter der Tarnbezeichnung Artillerieführer III im Wehrkreis III (Berlin) in Oppeln aus dem 7. (Preußischen) Infanterie-Regiment der 3. Division der Reichswehr aufgestellt. Nach der Erklärung der Wehrhoheit im März 1935 und der Einführung der Wehrpflicht wurde der Stab am 15. Oktober 1935 offiziell zum Stab 8. Infanterie-Division.
Bei der Mobilisierung am 1. August 1939 war die Division in Schlesien stationiert. Die Regimenter waren folgendermaßen verteilt:
- Infanterie-Regiment 28 mit I. bis III. Bataillon in Troppau
- Infanterie-Regiment 38 mit I. bis III. Bataillon in Glatz
- Infanterie-Regiment 84 mit I. bis III. Bataillon in Gleiwitz
- Artillerie-Regiment 8 mit I. bis III. Abteilung und I. Abteilung/Art.Rgt. 44 in Troppau

Die Divisionseinheiten waren auf verschiedene Orte verteilt.

### Polenfeldzug
Die Division nahm im Verband des VIII. (8.) Armee-Korps der 14. Armee der Heeresgruppe Süd in Südpolen am Angriffskrieg gegen Polen 1939 teil und stieß dabei aus Schlesien vorstoßend nach Krakau vor, überschritt den San und nahm am Angriff auf die polnische Armee Kraków zwischen Lemberg und Lublin zwischen Bug und San teil.
Nach dem Abschluss der Kämpfe in Polen erfolgte mit dem VIII. (8.) Armee-Korps im Oktober 1939 die Verlegung zur 4. Armee der Heeresgruppe B in die Eifel.
Per Januar 1940 wurde das Feldersatz-Btl. 8 der Division zur Aufstellung des II. Bataillon / Infanterie-Regiment 442 der 168. Infanterie-Division verwendet. Im Februar 1940 wurden Teile des Stab Inf.Rgt. 38 und des II. Bataillon / Infanterie-Regiment 84 zur Aufstellung des Infanterie-Regiment 525 der 298. Infanterie-Division in der 8. Aufstellungswelle abgegeben. Die Truppen wurden mit Ersatztruppen wieder aufgefüllt.

### Westfeldzug
Beim Westfeldzug 1940 nahm die 8. Infanterie-Division unter der 4. Armee in der Heeresgruppe A am Vormarsch durch Belgien teil und rückte entlang der Salm, der Ourthe und der Maas vor. Sie überschritt die Sambre und stieß gegen die bei Dünkirchen eingeschlossenen alliierten Truppen vor. Anschließend stieß die Division über die Départements Oise und Somme auf Paris vor. Am 14. Juni 1940 nahm die Division zusammen mit der 28. Infanterie-Division am Einzug in Paris teil. Die Division überschritt anschließend die Loire bei Tours und erlebte das Ende des Feldzugs bei Rouen. Bis 1941 verblieb die Division als Besatzungstruppe in Frankreich.
Im Dezember 1940 erfolgte die Abgabe von etwa einem Drittel der Divisionstruppen an die in der 12. Welle neu aufgestellten 102. Infanterie-Division. Dazu gehörte der Stab des Inf.Rgt. 28, das III. Bataillon Inf.Rgt. 28 und das III. Bataillon 84. Die Truppen wurden mit Ersatztruppen wieder aufgefüllt.

### Deutsch-Sowjetischer Krieg
Beim Angriff auf die Sowjetunion 1941 kämpfte die 8. Infanterie-Division unter dem Kommando der 9. Armee im Rahmen der Heeresgruppe Mitte im Raum Brjansk und Wjasma und stieß weiter Richtung Moskau vor.

## 8. (leichte) Infanterie-Division
Im November 1941 wurde die Division nach Frankreich verlegt und zur 8. leichten Infanterie-Division umgruppiert. Das Infanterie-Regiment 84 wurde an die 102. Infanterie-Division abgegeben; die beiden anderen Infanterie-Regimenter wurden zu Jäger-Regimentern umgebildet.
Die 8. leichte Infanterie-Division wurde erneut an die Ostfront in den Raum der Heeresgruppe Nord verlegt, wo sie am Unternehmen Brückenschlag zur Befreiung der im Kessel von Demjansk eingeschlossenen deutschen Truppen teilnahm.

## 8. Jäger Division
Im Juli 1942 wurde die Division, an der Landbrücke im Raum Demjansk eingesetzt, zur Jäger-Division umgebildet und in 8. Jäger-Division umbenannt. 1943 nahm die Division am Rückzug über die Lowat zur Redja-Stellung teil und deckte den Rückzug der aus dem Kessel sich absetzenden eigenen Kräfte. Es folgten Abwehrkämpfe in der Redja-Stellung und im Raum Penna.
Anfang 1944 wurde die Division in den Raum Nowgorod verlegt. Sie nahm an den Abwehrkämpfen im Raum Mjedwed und den Rückzugskämpfen über Ssolzy – Dno – Porchow in die Pantherstellung ostwärts von Ostrow und anschließend an den Abwehrkämpfen südlich von Pskow teil.
Im Mai 1944 wurde die Division nach Rumänien zur 8. Armee der Heeresgruppe Südukraine verlegt, wo sie am Ostrand der Karpaten eingesetzt wurde. Es folgten Rückzugskämpfe auf Erlau über die Mangan-Stellung Arpad – Maramosz – Sziget – Koroly – Tokaj – Miskolc, anschließend weitere Abwehrkämpfe im Raum Erlau.

### Kapitulation
Die Division zog sich in den Raum Brünn zurück. Nach schweren Kämpfen bei Brünn sollte sich die Division in Richtung Moldau zurückziehen, um sich der US-Armee zu ergeben. Doch diese Bewegung gelang nicht mehr, und die Reste der Division kapitulierten im Mai 1945 bei Brünn und gingen dann in sowjetische Kriegsgefangenschaft.

### Unterstellung und Einsatzräume
| Datum                      | Korps   | Armee      | Heeresgruppe | Einsatzraum          |
| -------------------------- | ------- | ---------- | ------------ | -------------------- |
| September 1939             | VIII    | 14.        | Süd          | Südpolen             |
| Oktober 1939               | VIII    | 4.         | B            | Eifel                |
| Mai 1940                   | VIII    | 4.         | A            | Belgien, Frankreich  |
| Juni 1940                  | VIII    | Reserve    | B            | França               |
| Juli 1940                  | VIII    | 7.         | B            | Rouen                |
| August 1940 bis April 1941 | VIII    | 9.         | A            | Rouen                |
| Mai 1941                   | VIII    | 9.         | B            | Ostpreußen           |
| Mai 1941                   | VIII    | 9.         | Mitte        | Brjansk, Wjasma      |
| November 1941              | Reserve | 4.         | Mitte        | Moschajsk, Moskau    |
| Dezember 1941              | VIII    | 1.         | D            | Frankreich           |
| März 1942                  | XX      | 16.        | Nord         | Demjansk             |
| Juli 1942                  | X       | 16.        | Nord         | Demjansk             |
| August 1942                | II      | 16.        | Nord         | Demjansk             |
| März 1943                  | X       | 16.        | Nord         | Ilmensee             |
| Juni 1943                  | Reserve | 16.        | Nord         | Ilmensee             |
| Juli 1943                  | X       | 16.        | Nord         | Ilmensee             |
| März 1944                  | XXXVIII | 18.        | Nord         | Pskow                |
| April 1944                 | Reserve |            | Nord         | Pskow                |
| Mai 1944                   | XVII    | 8.         | Südukraine   | Karpatenpässe        |
| Oktober 1944               | XVII    | 8.         | Süd          | Nordungarn, Slowakei |
| Dezember 1944              | XXIX    | 8.         | Süd          | Nordungarn, Slowakei |
| Februar 1945               | LXXII   | 8.         | Süd          | Slowakei, Mähren     |
| April 1945                 | XXIX    | 1. Panzer- | Mitte        | Slowakei, Mähren     |
| April 1945                 | XXIV    | 1. Panzer- | Mitte        | Mähren               |

## Gliederung
- Infanterie-Regiment 28 (ab 1942 Jäger-Regiment 28)
- Infanterie-Regiment 38 (ab 1942 Jäger-Regiment 38)
- Infanterie-Regiment 84 (bis 1941)
- Radfahr-Abteilung 8 (1942–1943)
- Beobachtungsabteilung 8 (ab 1939 Aufklärung-Abteilung 8)
- Panzerabwehr-Abteilung 8 (ab 1939 Panzerjäger-Abteilung 8)
- Pionier-Bataillon 8
- Artillerie-Regiment 8
- I./ Artillerie-Regiment 44 (bis 1942)
- Nachrichten-Abteilung 8
- Infanterie-Divisions-Nachschubführer 8 (ab 1942 Kommandeur der Infanterie-Divisions-Nachschubtruppen 8)
- Feldersatz-Bataillon 8 (ab 1939)

## Personen
| Dienstgrad      | Name                                            | Datum                                  |
| --------------- | ----------------------------------------------- | -------------------------------------- |
| Generalleutnant | Rudolf Koch-Erpach                              | 15. Oktober 1935 bis 25. Oktober 1940  |
| Generalleutnant | Gustav Höhne                                    | 25. Oktober 1940 bis 23. Juli 1942     |
| Generalmajor    | Gerhard Graf von Schwerin                       | 23. Juli bis 2. Dezember 1942          |
| Generalleutnant | Friedrich Jobst Volckamer von Kirchensittenbach | 2. Dezember 1942 bis 1. September 1944 |
| Generalleutnant | Christian Philipp                               | 1. September 1944 bis April 1945       |
| Oberst          | Joachim Bergener                                | April 1945 bis Kapitulation            |

| Dienstgrad     | Name               | Datum                                 |
| -------------- | ------------------ | ------------------------------------- |
| Oberstleutnant | Edmund Blaurock    | 15. Juni 1938 bis Februar 1941        |
| Major          | Willy Deyhle       | Februar 1941 bis 18. Februar 1942     |
| Hauptmann      | Wilfried von Sobbe | 18. Februar bis 25. März 1942         |
| Oberstleutnant | Willy Deyhle       | 25. März bis 18. August 1942          |
| Major          | Paul-Heinz Brendel | 18. August 1942 bis 15. August 1943   |
| Oberstleutnant | Emil Lorenz        | 15. August 1943 bis 20. November 1944 |
| Major          | Roland Wagner      | 20. November 1944                     |

- Eduard Freiherr von Böhm-Ermolli (* 12. Februar 1856 in Ancona, damals Kirchenstaat; † 9. Dezember 1941 Troppau, Sudetenland)

erhielt als Ehrenrang den eines Regimentskommandeur des IR 28, österreichisch-ungarischer Feldmarschall, Generalfeldmarschall der Wehrmacht ab 31. Oktober 1940

## Bekannte Divisionsangehörige
- Johann-Heinrich Eckhardt (1896–1945), Bataillonskommandeur im Infanterie-Regiment 38
- Werner Haupt (1923–2005), Bibliothekar und Sachbuchautor
- Georg Koßmala (1896–1945), Kommandeur des III. Bataillons vom Infanterie-Regiment 38 1939 bis 1940
- Heinz-Eberhard Opitz (1912–1997), Oberstleutnant der Reserve im Heer der Bundeswehr und Vorsitzender Richter am Landgericht München I

## Auszeichnungen
Insgesamt wurde 50 Angehörigen der 8. (leichten) Infanterie-/Jäger-Division das Ritterkreuz verliehen und 126 das Deutsche Kreuz in Gold.